# 1416
Cette page concerne l'année 1416  du calendrier julien.
L'année 1416 est une année bissextile qui commence un mercredi.

## Événements
- Fondation du Monastère dge-lugs-pa de ‘Bras-spungs (Drepung) près de Lhassa[1].
- Le gouverneur Ming du Đại Việt Trân Phuoc échoue à siniser le pays. Il est rappelé et remplacé par le Général Truong Phu[2].

### Europe
- 27 janvier[3] : la république de Raguse est le premier État d'Europe à interdire le commerce des esclaves.
- Février : grande ordonnance concernant la police des ports et des marchés de Paris[4].
- 12 février : Bernard d'Armagnac est nommé capitaine général du royaume et gouverneur des finances royales[5].
- 19 février : le comté de Savoie est érigé en duché par l’empereur Sigismond. Amédée VIII, (1383-1451) devient duc de Savoie (fin en 1434)[6]. La cour de Savoie, à Chambéry, est alors l’une des plus prestigieuses d’Europe.
- 1er mars : arrivée de l’empereur Sigismond Ier à Paris[7]
- 2 avril : début du règne d’Alphonse V le Magnanime (1396-1458), roi d’Aragon et de Sicile[8].
- 7 mai : arrivée de l’empereur Sigismond Ier à Londres[9].
- 29 mai : les Vénitiens rejettent les Turcs hors de Gallipoli[10].

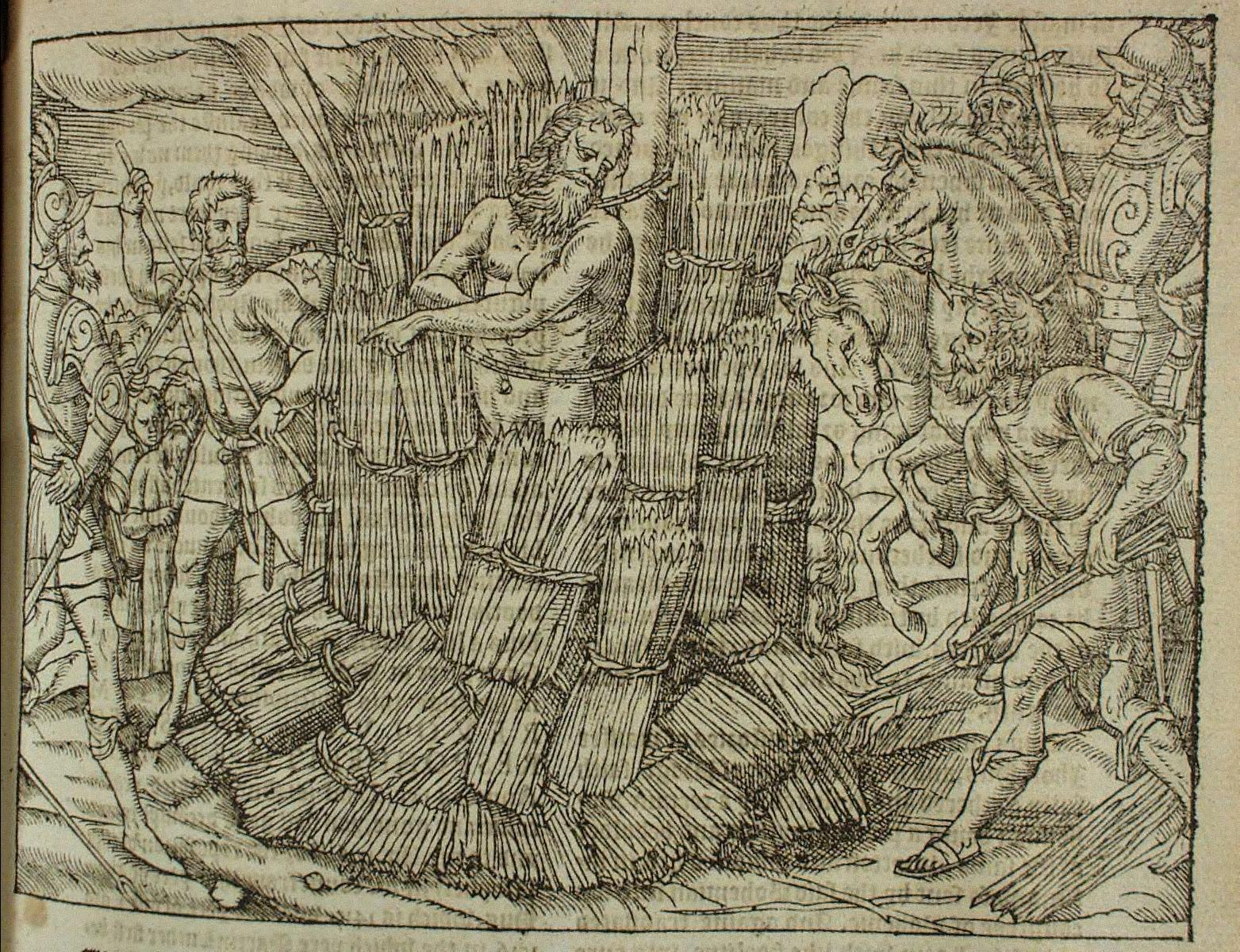
30 mai : bûcher de Jérôme de Prague, Book of Martyrs, de John Foxe (1563)

- 30 mai : Jérôme de Prague, disciple de Jan Hus, est condamné et brûlé comme hérétique[11].

- 15 juin : mort de Jean de Berry ; son apanage revient à la couronne de France[12].
- 7 juillet : le mercenaire Braccio da Montone  est victorieux de Carlo Malatesta à Sant'Egidio[13]. Il s’assure le contrôle de Pérouse, d’Assise et de Iesi (fin en 1427).
- 15 juillet : Charles de Ponthieu obtient le duché de Touraine en apanage[14].
- 15 août : 
  - Traité de Canterbury d’alliance entre l’Angleterre et l’empereur Sigismond Ier[15]. Sollicité comme médiateur, Sigismond se rend à Paris (1er mars), puis à Londres (7 mai). Il conclut une alliance avec Henri V d'Angleterre et s’engage à l’aider à recouvrer « son royaume de France » (15 août).
  - Bataille navale de Chef-de-Caux. Nouvelle défaite des navires français dans l'estuaire de la Seine[16].
- 16 août : vaincus par le duc de Milan, le seigneur de Lodi Giovanni Vignati et son fils sont exécutés à Milan. Filippo Maria Visconti, aidé des condottieres Carmagnola et Francesco Sforza reconquiert la plus grande partie de la Lombardie (1416-1421)[17].
- 13 septembre : le peuple de Naples libère la reine Jeanne II de Naples du semi-enfermement dans lequel la tenait son époux Giacomo Della Marca. Celui-ci doit renoncer au titre de roi pour celui de prince de Tarente et la reine le séquestre à son tour jusqu'au 15 février 1419[18]. La reine est très populaire, mais la période est une suite incessante de luttes entre factions rivales, dont les défenseurs de Louis II d'Anjou et ceux d’Alphonse V d'Aragon.
- Octobre : projet de traité entre Jean sans Peur et le roi Henri V, par lequel le duc de Bourgogne aurait reconnu le roi d'Angleterre comme futur roi de France[19].

- Incendie de la basilique Saint-Marc et du palais des Doges à Venise[20].
- Éric de Poméranie se fait donner par l’évêque de Roskilde la ville de Copenhague et en fait sa capitale[21].